# Embaixada dos Estados Unidos em Ottawa

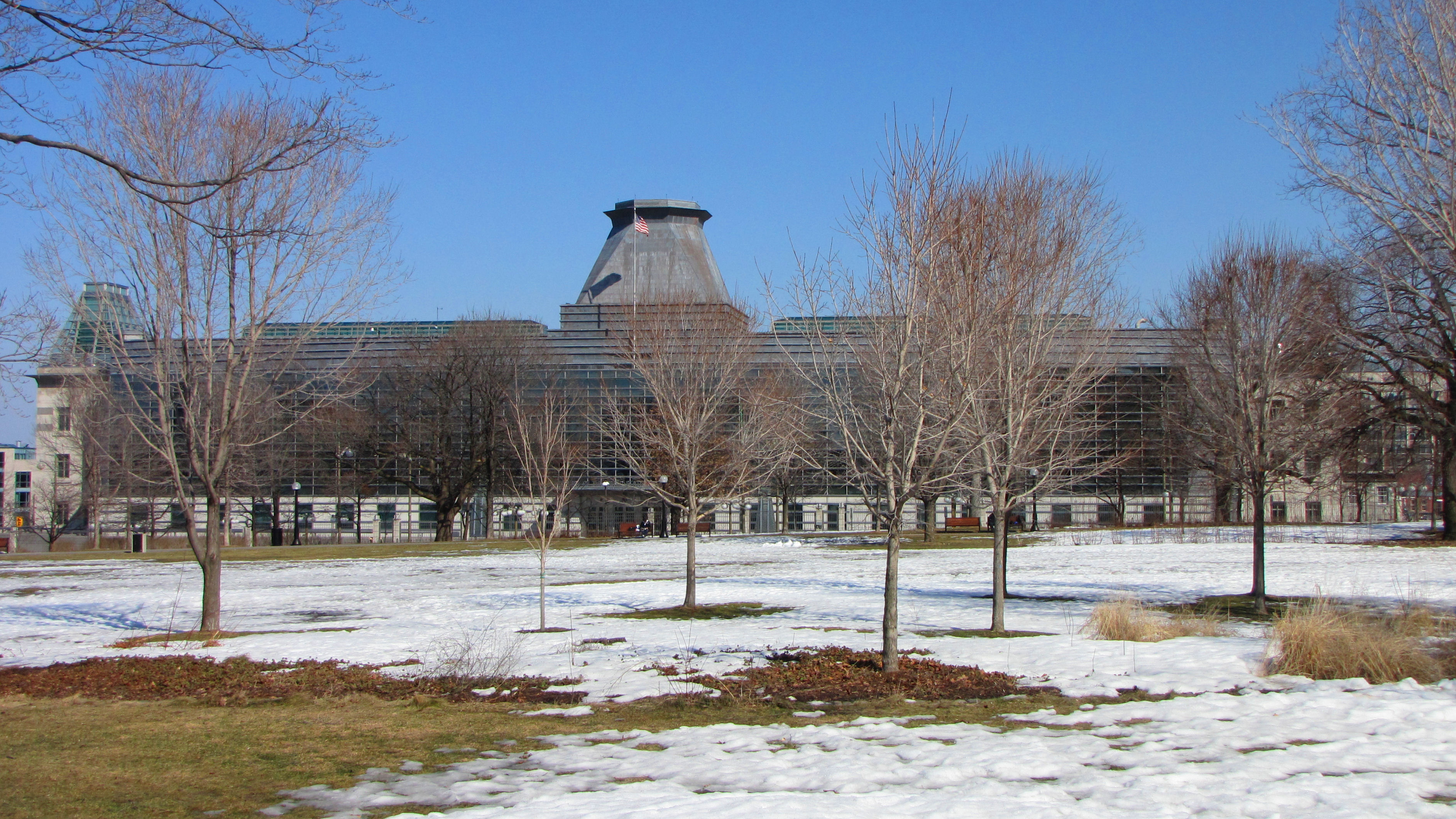
Vista a partir do Major's Hill Park.

A Embaixada dos Estados Unidos em Ottawa é a principal missão diplomática estadunidense no Canadá. O atual embaixador é David Jacobson, no cargo desde 2 de outubro de 2009.
Além da embaixada, o governo dos Estados Unidos mantém outras sete representações diplomáticas no Canadá:
- Calgary (consulado-geral)
- Halifax (consulado-geral)
- Montreal (consulado-geral)
- Quebec (consulado-geral)
- Toronto (consulado-geral)
- Vancouver (consulado-geral)
- Winnipeg (consulado)